# Iglesia ortodoxa en Estonia

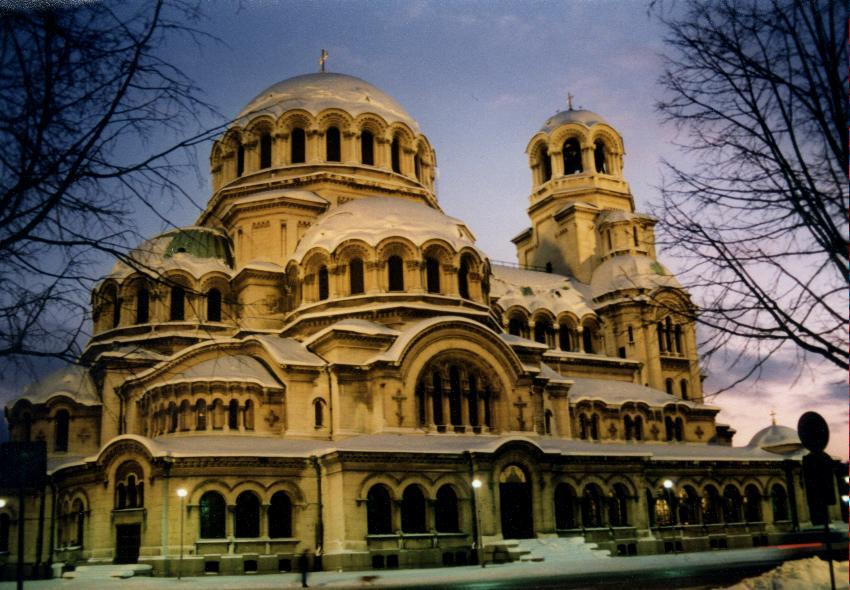
Catedral de Alexander Nevsky en Tallin, construida a finales del.

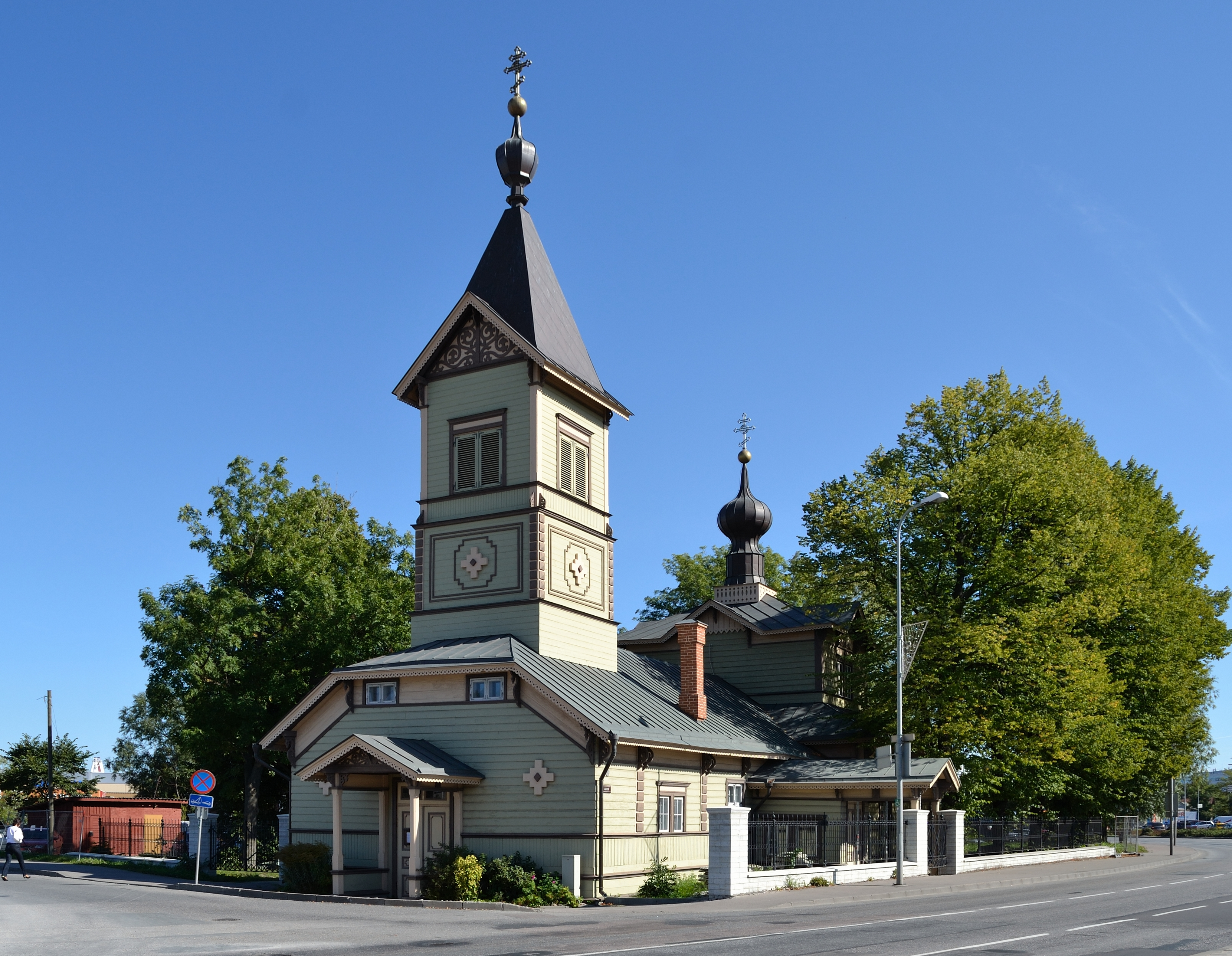
Iglesia Catedral de San Simeón y Santa Ana en Tallinn

La iglesia ortodoxa en Estonia en 2011 era practicada por el 16.5% de la población, lo que la convierte en la religión y denominación cristiana más reconocida en este estado mayoritariamente laico, tras superar al cristianismo luterano con un 9.1% (que anteriormente era del 13.6% en el censo de 2000) por primera vez en la historia moderna del país. La ortodoxia oriental, o más específicamente el cristianismo ortodoxo oriental, se practica principalmente entre la minoría étnica rusa de Estonia y entre la población nativa. Según el censo estonio de 2000, el 72.9% de quienes se identificaron como cristianos ortodoxos eran de ascendencia rusa.
En la actualidad, existen dos ramas de la Iglesia Ortodoxa Oriental en Estonia: la Iglesia Ortodoxa Apostólica Estonia, una iglesia autónoma bajo el Patriarcado Ecuménico de Constantinopla, y la Iglesia Ortodoxa Estonia del Patriarcado de Moscú, una iglesia semiautónoma de la Iglesia Ortodoxa Rusa.

## Historia

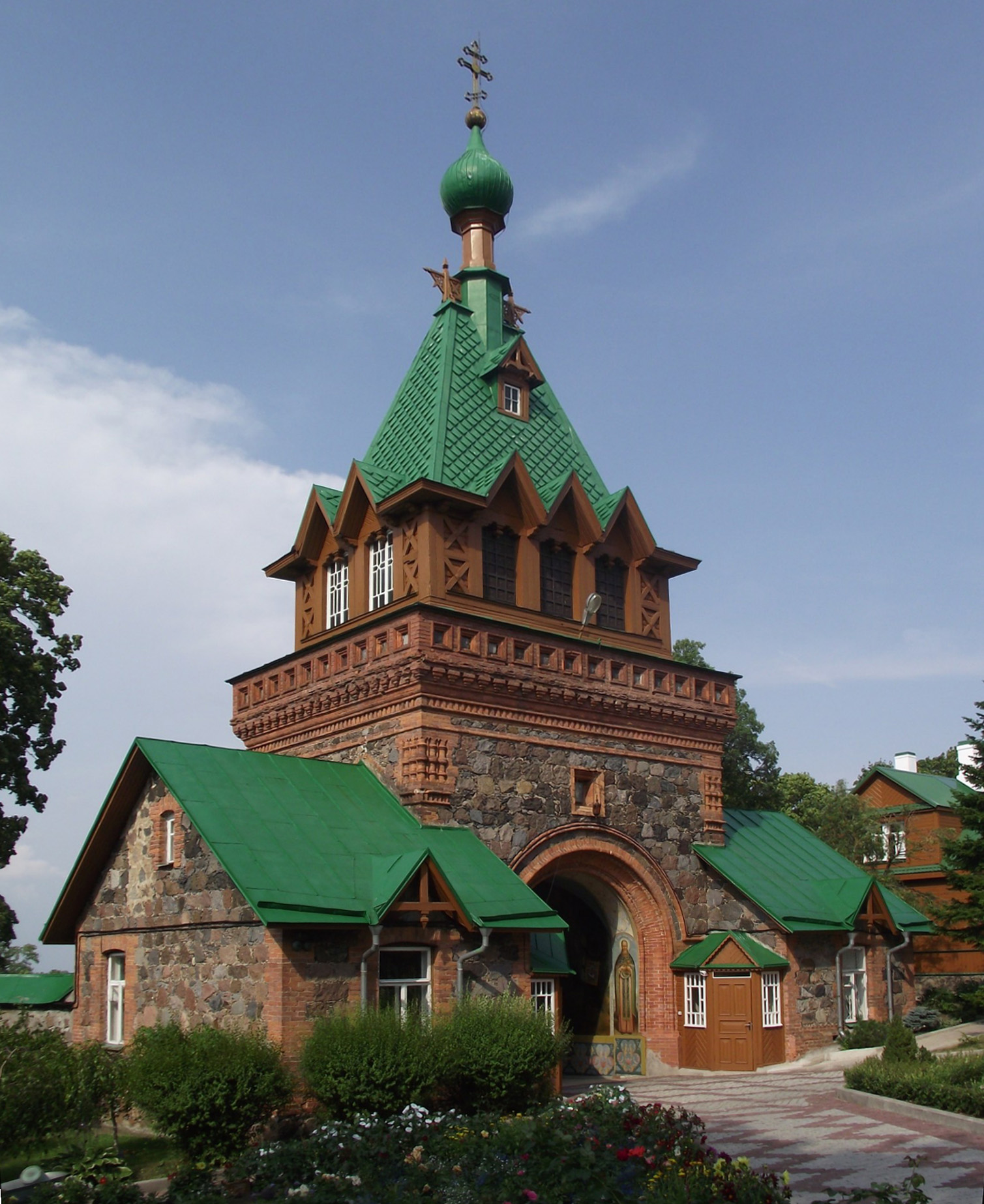
Convento de Pühtitsa en Kuremäe, al este de Estonia.

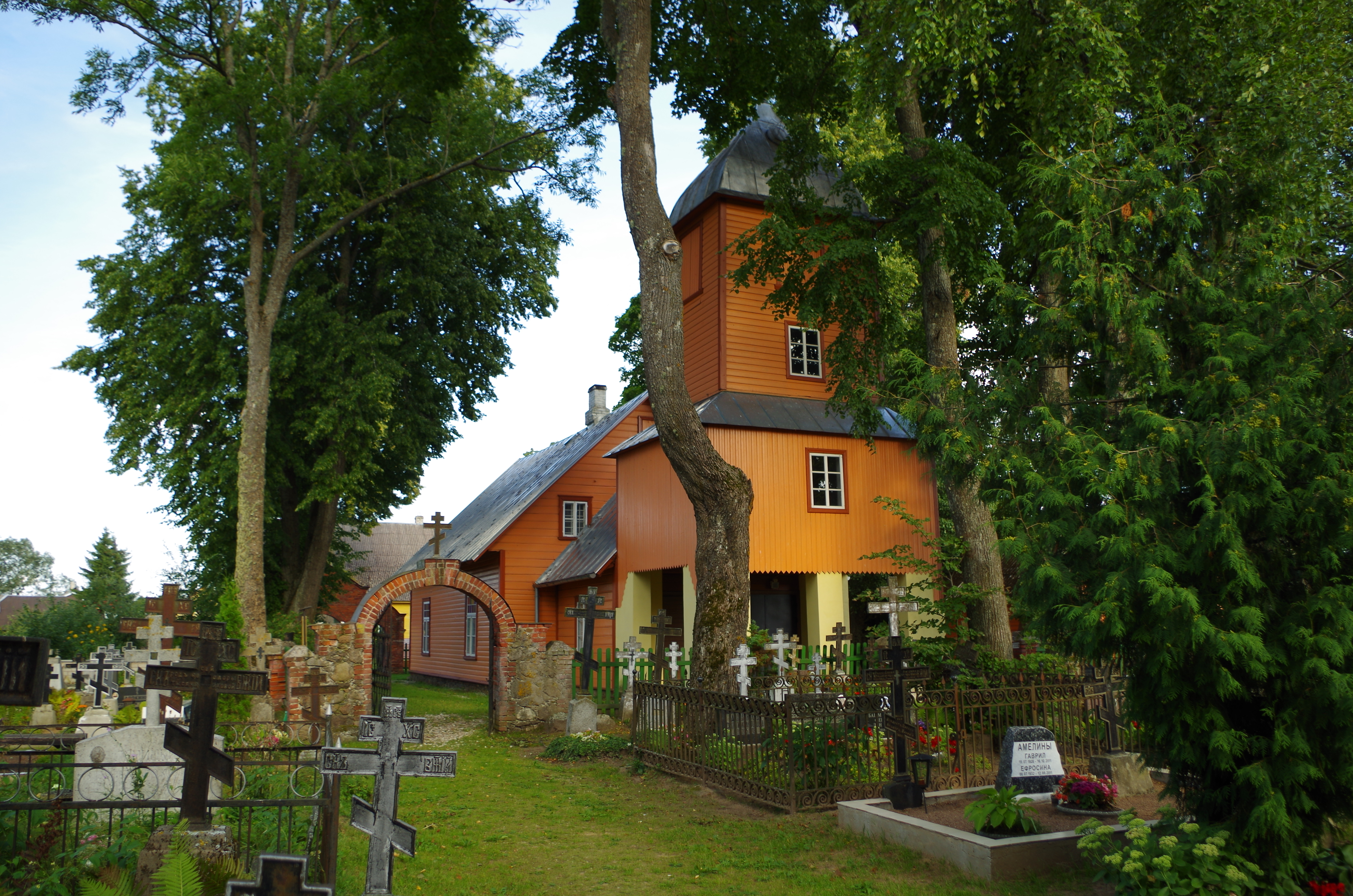
Iglesia ubicada en Kasepää de los Viejos Creyentes

Es probable que la iglesia ortodoxia se introdujera por primera vez entre los siglos X y XII gracias a misioneros de Nóvgorod y Pskov, activos entre los estonios de las regiones sudorientales cercanas a Pskov. La primera mención de una congregación ortodoxa en Estonia data de 1030. Alrededor del año 600 d. C., en la ladera este de la colina Toome (Toomemägi), los estonios fundaron la ciudad de Tarbatu (la actual Tartu). En 1030, el príncipe de Kiev, Yaroslav I el Sabio, asaltó Tarbatu y construyó su propio fuerte llamado Yuryev, así como, supuestamente, una congregación en una catedral dedicada a su santo patrón, San Jorge. La congregación pudo haber sobrevivido hasta 1061, cuando, según las crónicas, Yuryev fue incendiado y los cristianos ortodoxos expulsados. 
Como resultado de las Cruzadas Bálticas a principios del siglo XIII, el norte de Estonia fue conquistado por Dinamarca y el sur del país por la Orden Teutónica y posteriormente por los Hermanos Livonios de la Espada. De esta forma, toda la actual Estonia quedó bajo el control de la cristiandad occidental. Sin embargo, comerciantes rusos de Nóvgorod y Pskov lograron posteriormente establecer pequeñas congregaciones ortodoxas en varias ciudades estonias. Una de estas congregaciones fue expulsada de la ciudad de Dorpat (Tartu) por los alemanes en 1472, quienes martirizaron a su sacerdote, Isidoro, junto con varios fieles ortodoxos (el grupo se conmemora el 8 de enero).
Se sabe poco sobre la historia de la iglesia en la zona hasta los siglos XVII y XVIII, cuando muchos Viejos Creyentes huyeron de Rusia para evitar las reformas litúrgicas introducidas por el patriarca Nikon de la Iglesia Ortodoxa Rusa.
En los siglos XVIII y XIX, Estonia formó parte del Imperio Ruso, tras ser cedida por el Imperio Sueco en 1721 tras su derrota en la Gran Guerra del Norte. Durante el siglo XIX, un número significativo de campesinos estonios se convirtieron a la fe ortodoxa del emperador con la esperanza (incumplida) de ser recompensados con tierras. Esto condujo al establecimiento de la diócesis de Riga (en la actual Letonia) por la Iglesia Ortodoxa Rusa en 1850. A finales del siglo XIX, se produjo una ola de rusificación, apoyada por la jerarquía rusa, pero no por el clero estonio local. La Catedral de San Alejandro Nevski en Tallin y el Convento de Pühtitsa en Kuremäe se construyeron en esta época.

### Independencia

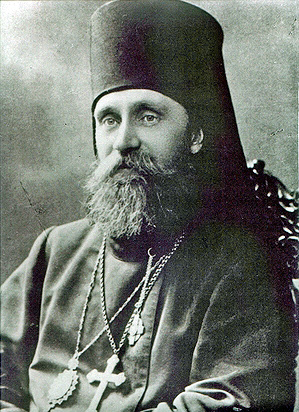
Paul Kulbusch

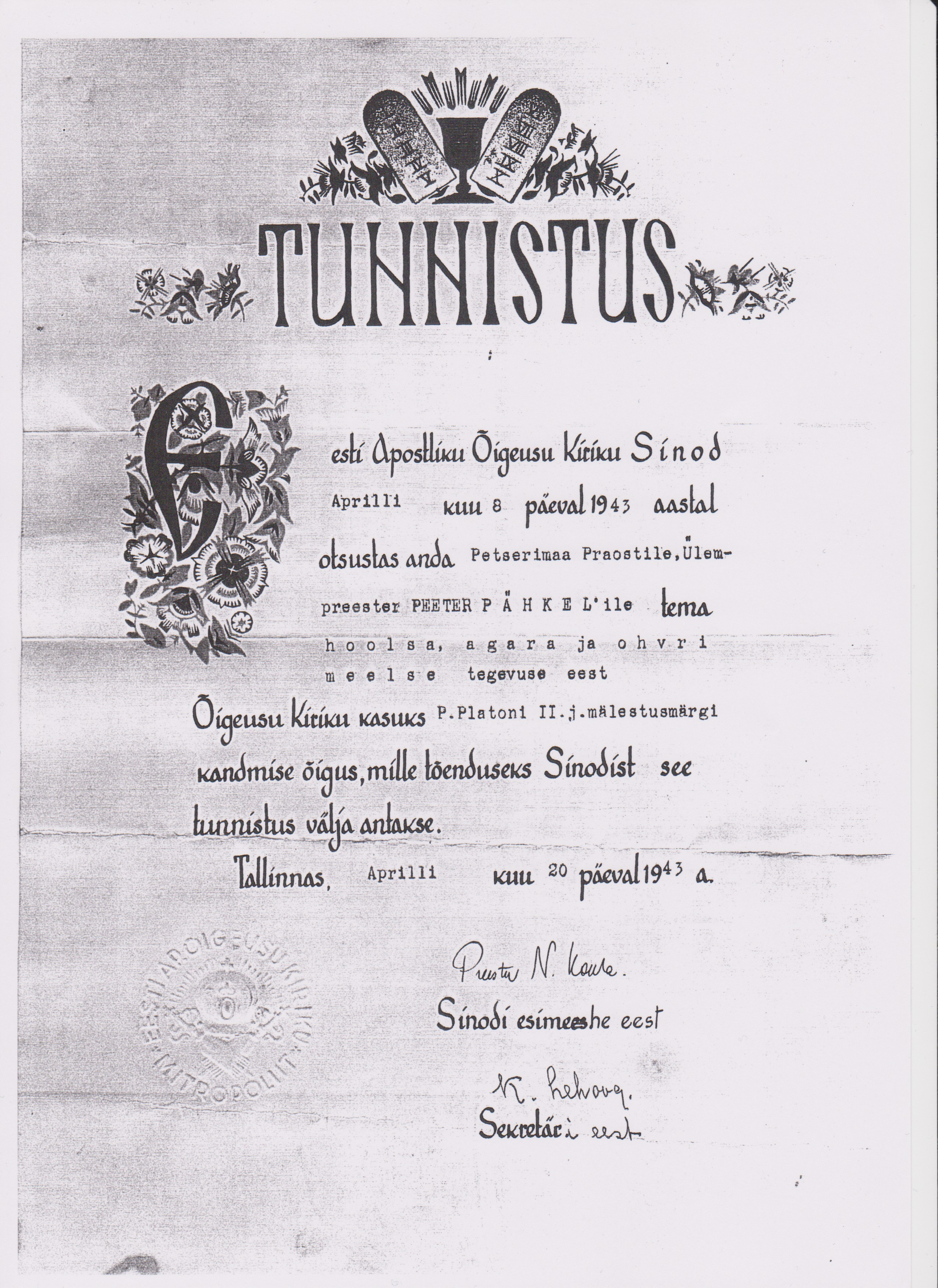
Elección de Paul Kulbusch como obispo Platón de Tallin

A medida que el nacionalismo estonio crecía constantemente durante el siglo XIX, el clero estonio también aspiró a una mayor independencia, comenzando con una diócesis estonia con sede en Tallin, presidida por un obispo estonio. En 1917, un consejo plenario eligió a Paul Kulbusch, sacerdote de la comunidad ortodoxa estonia de San Petersburgo, obispo Platón de Tallin. Firme defensor de la independencia, fue ejecutado dos años después por el Ejército Rojo durante la Guerra de Independencia de Estonia.
Tras el reconocimiento ruso de un estado estonio independiente, el Patriarca de la Iglesia Ortodoxa Rusa, San Tijon, reconoció en 1920 la autonomía económica, administrativa y educativa de la Iglesia Ortodoxa Apostólica Estonia (OEA) y le concedió la autocefalia temporal. El arzobispo Aleksander Paulus fue elegido y ordenado Metropolitano de Tallin y de toda Estonia, presidente de la OEA.
Previamente, la Rusia soviética había adoptado una ideología marxista-leninista cuyo objetivo ideológico era la eliminación de la religión y su reemplazo por el ateísmo estatal. En respuesta, el patriarca Tijón excomulgó a los líderes soviéticos en 1918, lo que desencadenó un período de intensa persecución contra la Iglesia Ortodoxa Rusa. En abril de 1922, Tijón fue encarcelado, y el clero estonio perdió contacto con el Patriarcado de Moscú. En septiembre de 1922, el Consejo de la Iglesia Ortodoxa Apostólica de Estonia solicitó al patriarca de Constantinopla, Melecio IV, que, en primera, transfiriera el control de la Iglesia estonia de la Iglesia Ortodoxa Rusa al Patriarcado de Constantinopla, y, en segunda, aclarara el estatus canónico de la Iglesia estonia. En 1923, el Patriarcado de Constantinopla emitió un tomos (edicto eclesiástico) que sometió a la EAOC a la jurisdicción de Constantinopla y le otorgó autonomía, pero no la autocefalia plena.
En 1935, la iglesia registró legalmente sus estatutos ante el estado bajo el nombre de Iglesia Ortodoxa Apostólica Estonia. Esto tendría importantes ramificaciones legales posteriormente. La iglesia estonia permaneció bajo la jurisdicción del Patriarcado de Constantinopla hasta la Segunda Guerra Mundial. Para entonces, aproximadamente una quinta parte de la población estonia era cristiana ortodoxa, incluyendo a Konstantin Päts, el primer presidente de Estonia. Contaba con más de 210,000 fieles (en su mayoría de etnia estonia), tres obispos, 156 parroquias, 131 sacerdotes, 19 diáconos y una cátedra de Ortodoxia en la Facultad de Teología de la Universidad de Tartu. Entre las instituciones ortodoxas notables se encontraban el Monasterio Pskovo-Pechersky en Petseri, dos conventos (en Narva y Kuremäe), un priorato en Tallin y un seminario en Petseri.

### Ocupación por la Unión Soviética

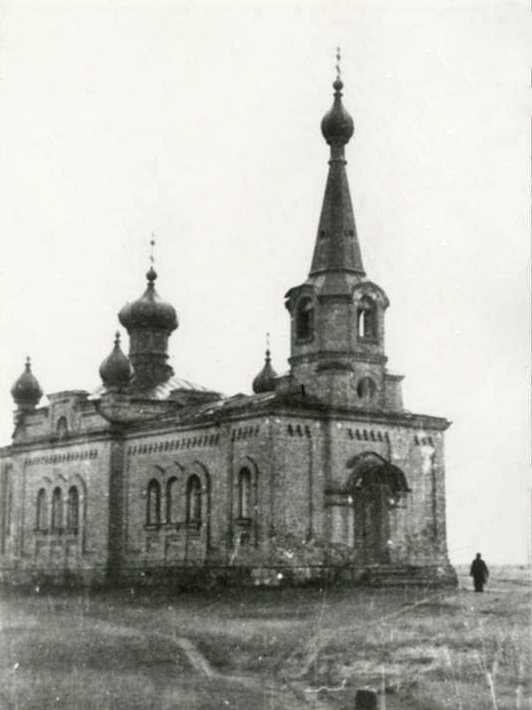
Iglesia en Hullo, c. 1940

En 1940, Estonia se convirtió en una república constituyente de la Unión Soviética, como parte de un acuerdo secreto de división territorial incluido en el Pacto de no agresión germano-soviético de agosto de 1939. Durante la era soviética, la decisión de la Iglesia estonia de romper con Moscú en favor de Constantinopla fue declarada ilegal. En consecuencia, la Iglesia perdió su autonomía y se fusionó con la Iglesia Ortodoxa Rusa el 28 de febrero de 1941. Más de la mitad del clero ortodoxo estonio dimitió en protesta.
Este acuerdo duró poco, ya que la Alemania nazi invadió Estonia en julio de 1941. Esto desencadenó el primer cisma en la historia de la ortodoxia estonia; en 1942, la Iglesia declaró su autonomía y reanudó sus relaciones con el Patriarcado de Constantinopla, pero la diócesis estonia de Narva, habitada mayoritariamente por rusos étnicos, mantuvo su vínculo con la Iglesia Ortodoxa Rusa.
Con el tiempo, la suerte de Alemania cambió. A principios de 1944, el Ejército Rojo ruso había hecho retroceder a las tropas alemanas invasoras hasta la frontera con Estonia. Ante la inminente reocupación soviética, se estima que unas 100,000 personas huyeron de Estonia. Entre ellas se encontraba el Metropolitano Alexander, quien, junto con unos 20 sacerdotes, fundó la Iglesia Ortodoxa Apostólica Estonia en el exilio en Estocolmo. Allí, la EAOC atendió a unos 10,000 cristianos ortodoxos estonios de todo el mundo.
A pesar de la férrea resistencia de las tropas alemanas en retirada y de los nacionalistas estonios, la Unión Soviética reafirmó el control sobre Estonia en otoño de 1944. En 1945, el Patriarcado de Moscú disolvió la EAOC, despidió al clero restante y reunió a todas las congregaciones estonias en una única diócesis dentro de la Iglesia Ortodoxa Rusa.
La Iglesia Ortodoxa Estonia permaneció dividida mientras Estonia fue miembro de la Unión Soviética, casi medio siglo. Antes de su muerte en 1953, el Metropolitano Alexander estableció su congregación como exarcado bajo Constantinopla. En 1958, se organizó un sínodo en Suecia para mantener la continuidad de la iglesia en el exilio. En Estonia, la iglesia continuó como diócesis de la Iglesia Ortodoxa Rusa. En 1978, a petición de la Iglesia Ortodoxa Rusa, el Patriarcado Ecuménico de Constantinopla declaró "inoperante" el tomos de 1923 que otorgaba la autonomía, lo que significa que Constantinopla reconoció la imposibilidad de que una iglesia ortodoxa autónoma operara dentro de la República Socialista Soviética de Estonia.

### Independencia de Estonia
El 20 de agosto de 1991, Estonia proclamó su independencia de la Unión Soviética en desintegración, restaurando el gobierno parlamentario anterior a 1940. Pronto surgieron divisiones dentro de la comunidad ortodoxa; algunos querían permanecer bajo el Patriarcado de Moscú, mientras que otros deseaban reinstaurar la iglesia autónoma bajo la jurisdicción del Patriarcado de Constantinopla.
La cuestión también tenía un aspecto legal. Tras su independencia, Estonia inició un programa de reforma de la propiedad, es decir, la restitución de las propiedades expropiadas por los soviéticos durante la ocupación. Pero estaba la duda de cuál iglesia —la del exilio, bajo Constantinopla, o la de Estonia, bajo Moscú— era la legítima Iglesia Ortodoxa Estonia.
A principios de 1993, el parlamento estonio aprobó la Ley de Iglesias y Congregaciones, que exigía a todas las instituciones religiosas volver a registrarse en el Ministerio del Interior. En agosto de ese mismo año, la iglesia en el exilio registró el estatuto de 1935, lo que significa que se consideraba la continuación de la Iglesia Ortodoxa Apostólica Estonia original. En noviembre, la diócesis, dirigida por Moscú, intentó registrar el mismo estatuto de 1935, pero fue denegada. En respuesta, la diócesis interpuso una demanda, intentando demostrar que ella, y no la iglesia en el exilio, había mantenido la continuidad de la Iglesia Ortodoxa Apostólica Estonia durante la ocupación soviética. El tribunal rechazó esta solicitud, dictaminando que la iglesia en el exilio era, de hecho, la sucesora legítima de la Iglesia Ortodoxa en la Estonia postsoviética, convirtiendo a la EAOC en la única heredera legal de todas las propiedades de la iglesia ortodoxa estonia anteriores a 1940.
El Patriarcado de Moscú se opuso firmemente a esta decisión. Preocupaban especialmente las 20 iglesias —construidas antes de la década de 1940 y, por lo tanto, legalmente propiedad de la EAOC— administradas por la diócesis dirigida por Moscú. En febrero de 1996, el Patriarcado de Constantinopla restableció los tomos de 1923 que otorgaban autonomía a la Iglesia Ortodoxa Apostólica Estonia y establecían la subordinación canónica al Patriarcado Ecuménico, declarando que, si bien los tomos habían sido declarados inoperantes en 1978, «no se consideraban nulos, inválidos ni revocados». El Patriarcado de Moscú, cuyo patriarca, Alejo II, nacido en Estonia, consideraba su Estonia natal parte de su territorio canónico, rompió abruptamente las relaciones con Constantinopla, lo que incluyó la ruptura de la comunión entre las iglesias.
Las relaciones entre los patriarcados en conflicto se restablecieron tres meses después, tras el acuerdo alcanzado en las reuniones de Zúrich: tanto la iglesia autónoma como la diócesis rusa podrían operar en paralelo dentro de Estonia, y cada parroquia y clero tendría derecho a elegir la jurisdicción que deseaban. Se celebró un referéndum y la mayoría de las parroquias (54 de 84, generalmente por grupos étnicos) eligieron la autónoma Iglesia Ortodoxa Apostólica Estonia, a pesar de que la mayoría de los feligreses apoyaban al Patriarcado de Moscú.
La diócesis rusa continuó su campaña para reclamar la sucesión legal hasta 2001, cuando desistió de sus intentos de registrar el estatuto de 1935 y, en su lugar, presentó una solicitud al Ministerio del Interior con el nombre de "Iglesia Ortodoxa Estonia del Patriarcado de Moscú". La EAOC protestó, alegando que era demasiado similar a "Iglesia Ortodoxa Apostólica Estonia". Al principio, el gobierno se alineó con la EAOC, que sugirió nombres como «Iglesia Ortodoxa Rusa en Estonia» o «Diócesis de la Iglesia Ortodoxa Rusa». La Asociación Empresarial de Estonia pronto presionó a favor del Patriarcado de Moscú, ya que las declaraciones de funcionarios rusos les hicieron creer que un registro favorable conllevaría una reducción de los aranceles aduaneros para el comercio entre Estonia y Rusia. La iniciativa tuvo éxito, y el 17 de abril de 2002 la diócesis rusa fue registrada como la Iglesia Ortodoxa Estonia del Patriarcado de Moscú (EOCMP). Sin embargo, esto no produjo ninguna de las reducciones arancelarias esperadas.

### Actualidad
La comunidad ortodoxa de Estonia, que representaba aproximadamente el 16.5% de la población total en 2011 y que se ha convertido en la denominación cristiana más numerosa del país, superando al luteranismo por primera vez en la historia moderna del país, sigue dividida, y la mayoría de los fieles (en su mayoría de etnia rusa) permanecen bajo el control de Moscú. Según un informe gubernamental de 2004, unos 20,000 creyentes (en su mayoría de etnia estonia) en 54 parroquias pertenecen a la Iglesia Ortodoxa Apostólica Estonia autónoma bajo Constantinopla, mientras que 150.000 fieles en 30 parroquias, junto con la comunidad monástica de Pühtitsa, pertenecen al Patriarcado de Moscú.
Los problemas de propiedad se han resuelto en gran medida. En 2002, la EAOC acordó transferir la propiedad de las iglesias utilizadas por la EOCMP al Estado, quien, a su vez, otorgaría arrendamientos de 50 años sobre las propiedades a la EOCMP. A cambio, el estado acordó renovar las iglesias de la EAOC.